# Liste der Wasserschutzgebiete im Landkreis Freudenstadt
In der Liste der Wasserschutzgebiete im Landkreis Freudenstadt sind Wasserschutzgebiete (WSG) im Landkreis Freudenstadt in Baden-Württemberg aufgeführt. Sie ist nach den offiziellen WSG-Nummern sortiert. In den Wasserschutzgebieten gelten für die Gewässer (Grundwasser, oberirdische Gewässer) besondere Ge- und Verbote, um das Wasser vor Verunreinigungen zu schützen. Die für die Wasserschutzgebiete zuständige Dienststelle ist das Landratsamt des Landkreises Freudenstadt.
Diese Liste ist Teil der übergeordneten Liste der Wasserschutzgebiete in Baden-Württemberg und erhebt keinen Anspruch auf Vollständigkeit.

## Geschichte
Der Landkreis Freudenstadt macht jährlich Angaben zur Entwicklung der Nitratkonzentrationen in den einzelnen Wasserschutzgebieten und erlässt für das folgende Jahr entweder Auflagen für Landwirte oder lockert bisherige Bewirtschaftungsauflagen auf der Grundlage der seit 1988 geltenden Schutzgebiets- und Ausgleichsverordnung (SchALVO) des Landes Baden-Württemberg. Diese Verordnung wurde zum 1. März 2001 novelliert. Neben der Einhaltung bestimmter Nitrat-Boden-Werte, die jährlich vom 15. Oktober bis 15. November gemessen werden, ist im Rahmen der SchALVO unter anderem vorgeschrieben, dass in den Wasserschutzgebieten Düngung und Pflanzenschutzmaßnahmen nach guter fachlicher Praxis erfolgen müssen, um das Grundwasser vor Beeinträchtigung durch Stoffeinträge aus der Landbewirtschaftung zu schützen.

## Wasserschutzgebiete im Landkreis Freudenstadt
Grundlage: Daten aus dem Umweltinformationssystem (UIS) der LUBW Landesanstalt für Umwelt Baden-Württemberg

| WSG-Nr. | WSG-Name                  | Hauptgemeinde   | Lage | Fläche (Hektar) | Datum (Rechtsverordnung) | Bild                               |
| ------- | ------------------------- | --------------- | ---- | --------------- | ------------------------ | ---------------------------------- |
| 237001  | WSG Rentschlerquelle      | Enzklösterle    | ⊙    | 73,12           | 1982-10-25               |                                    |
| 237002  | WSG Schwarzenbachquelle   | Baiersbronn     | ⊙    | 130,69          | 1974-09-12               |                                    |
| 237008  | WSG Burkhardtsbrunnen     | Baiersbronn     | ⊙    | 222,60          | 1998-05-04               |                                    |
| 237009  | WSG Hasensteig/Saumisse   | Baiersbronn     | ⊙    | 405,87          | 1997-12-02               |                                    |
| 237010  | WSG Breitenbachquellen    | Dornstetten     | ⊙    | 548,96          | 1979-05-17               |                                    |
| 237013  | WSG Loppinsqu./Griesqu.   | Glatten         | ⊙    | 56,90           | 1963-02-11               |                                    |
| 237014  | WSG Qu. Harzsteige        | Freudenstadt    | ⊙    | 100,64          | 1968-08-09               |                                    |
| 237015  | WSG Schachtbrunnen        | Schopfloch      | ⊙    | 1325,91         | 2003-01-07               |                                    |
| 237017  | WSG Hozizontalfilterbr.   | Horb am Neckar  | ⊙    | 112,25          | 1962-03-06               |                                    |
| 237019  | WSG Lohmühlequelle        | Loßburg         | ⊙    | 559,03          | 1974-06-12               |                                    |
| 237021  | WSG Grafenlochquellen     | Schapbach       | ⊙    | 15,99           | 1969-04-11               |                                    |
| 237022  | WSG Quellf. in der Höll   | Schapbach       | ⊙    | 8,16            | 1969-04-11               |                                    |
| 237023  | WSG im Hinterbrötenbächle | Alpirsbach      | ⊙    | 45,37           | 1970-03-18               |                                    |
| 237024  | WSG Hengstbachquellen     | Alpirsbach      | ⊙    | 25,99           | 1970-09-15               |                                    |
| 237025  | WSG Grüblesquellen        | Alpirsbach      | ⊙    | 105,98          | 1974-07-12               |                                    |
| 237027  | WSG Egelstalquelle        | Horb am Neckar  | ⊙    | 938,66          | 1984-06-18               |                                    |
| 237029  | WSG Kleine Kinzig         | Alpirsbach      | ⊙    | 2005,66         | 1987-07-10               |                                    |
| 237201  | WSG Rohrbrunnen I u. II   | Baiersbronn     | ⊙    | 238,12          | 2003-07-15               |                                    |
| 237204  | WSG Schwarzbrunnen        | Seewald         | ⊙    | 1856,73         | 1999-09-14               |                                    |
| 237210  | WSG Doxbrunnen            | Horb am Neckar  | ⊙    | 79,36           | 1996-07-10               |                                    |
| 237211  | WSG TB Breitbang          | Horb am Neckar  | ⊙    | 181,51          | 1997-12-03               |                                    |
| 237214  | WSG Forbachquellen        | Freudenstadt    | ⊙    | 1327,36         | 2003-12-01               |                                    |
| 237215  | WSG Löchlesbrunnen        | Waldachtal      | ⊙    | 65,84           | 1991-03-01               |                                    |
| 237216  | WSG Talmühlequelle        | Eutingen im Gäu | ⊙    | 3041,56         | 1989-06-02               | Pumpwerk Talmühle (weitere Bilder) |
| 237221  | WSG Bohrbr. Neckartal     | Horb am Neckar  | ⊙    | 49,94           | 1998-07-01               |                                    |
| 237228  | WSG TB Leinbach           | Loßburg         | ⊙    | 60,89           | 1989-05-19               |                                    |
| 237230  | WSG Aischbachquellen      | Alpirsbach      | ⊙    | 329,88          | 2003-03-31               |                                    |
| 237233  | WSG Schneckenwaldquellen  | Alpirsbach      | ⊙    | 124,44          | 1996-07-23               |                                    |
| 237234  | WSG Busenwiesenquellen    | Seewald         | ⊙    | 255,77          | 1996-06-20               |                                    |
| 237237  | WSG Schwabachquelle 1     | Bad Rippoldsau  | ⊙    | 43,62           | 1991-12-02               |                                    |
| 237238  | WSG Quellf.Dettingen      | Horb am Neckar  | ⊙    | 702,16          | 1995-11-15               |                                    |
| 237241  | WSG Steinerner Brunnen    | Horb am Neckar  | ⊙    | 40,87           | 1996-07-10               |                                    |
| 237242  | WSG Klosterwiesen I+II    | Horb am Neckar  | ⊙    | 129,44          | 1997-12-03               |                                    |
| 237243  | WSG TB Lombach            | Loßburg         | ⊙    | 121,32          | 1993-02-04               |                                    |
| 237246  | WSG Talbergquelle         | Horb am Neckar  | ⊙    | 41,84           | 1993-07-08               |                                    |
| 237248  | WSG Quelle Bergle         | Bad Rippoldsau  | ⊙    | 32,05           | 1998-02-09               |                                    |
| 237250  | WSG Züflesbrunnen         | Baiersbronn     | ⊙    | 25,64           | 1997-01-22               |                                    |
| 237251  | WSG Funkenbrunnen         | Schapbach       | ⊙    | 12,81           | 1994-12-01               |                                    |
| 237252  | WSG Christlesteichquelle  | Baiersbronn     | ⊙    | 19,05           | 1997-01-22               |                                    |
| 237253  | WSG Floßgrund/Hermannsqu. | Bad Rippoldsau  | ⊙    | 102,93          | 1998-02-09               |                                    |